# 글립토테크

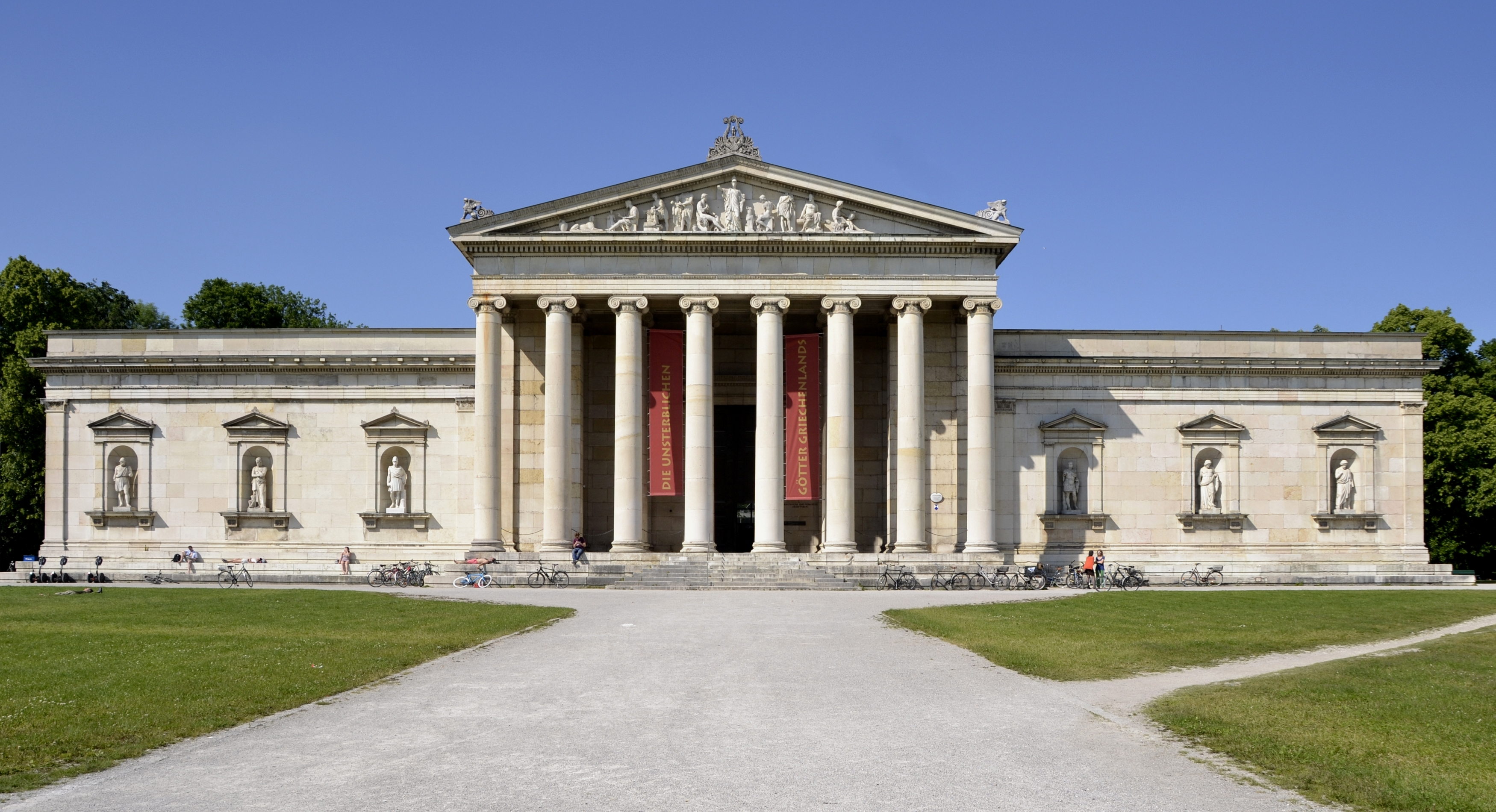
뮌헨의 글립토테크

글립토테크(독일어: Glyptothek.ogg)는 독일 뮌헨에 있는 박물관으로, 바이에른의 왕 루트비히 1세가 자신의 그리스, 로마 조각 소장품들을 보관하기 위해 지었다 [그러므로 ‘조각하다’를 뜻하는 그리스어 동사 글리페인(glyphein)에서 비롯한 글립토- (γλυπτο-)는 조각을, 테크(θήκη)는 보관 장소를 뜻하며 즉 글립토테크는 조각관을 의미한다]. 레오 폰 클렌제가 신고전주의 양식으로 설계하였으며, 1816년부터 1830년까지 건설되었다. 현재 글립토테크는 쿤스트아레알의 일부이기도 하다.
2018년 10월부터 2021년 1월 21일까지 글립토테크는 수리 작업으로 폐장했었다. 재개장 날짜가 1월 27일로 잡혔다. 두 번째 건설 시기 작업에는 글립토테크의 외부 장식이 포함될 것이며 박물관은 개장한 채 2021년 여름까지 계속될 것으로 계획되어 있다.

## 역사

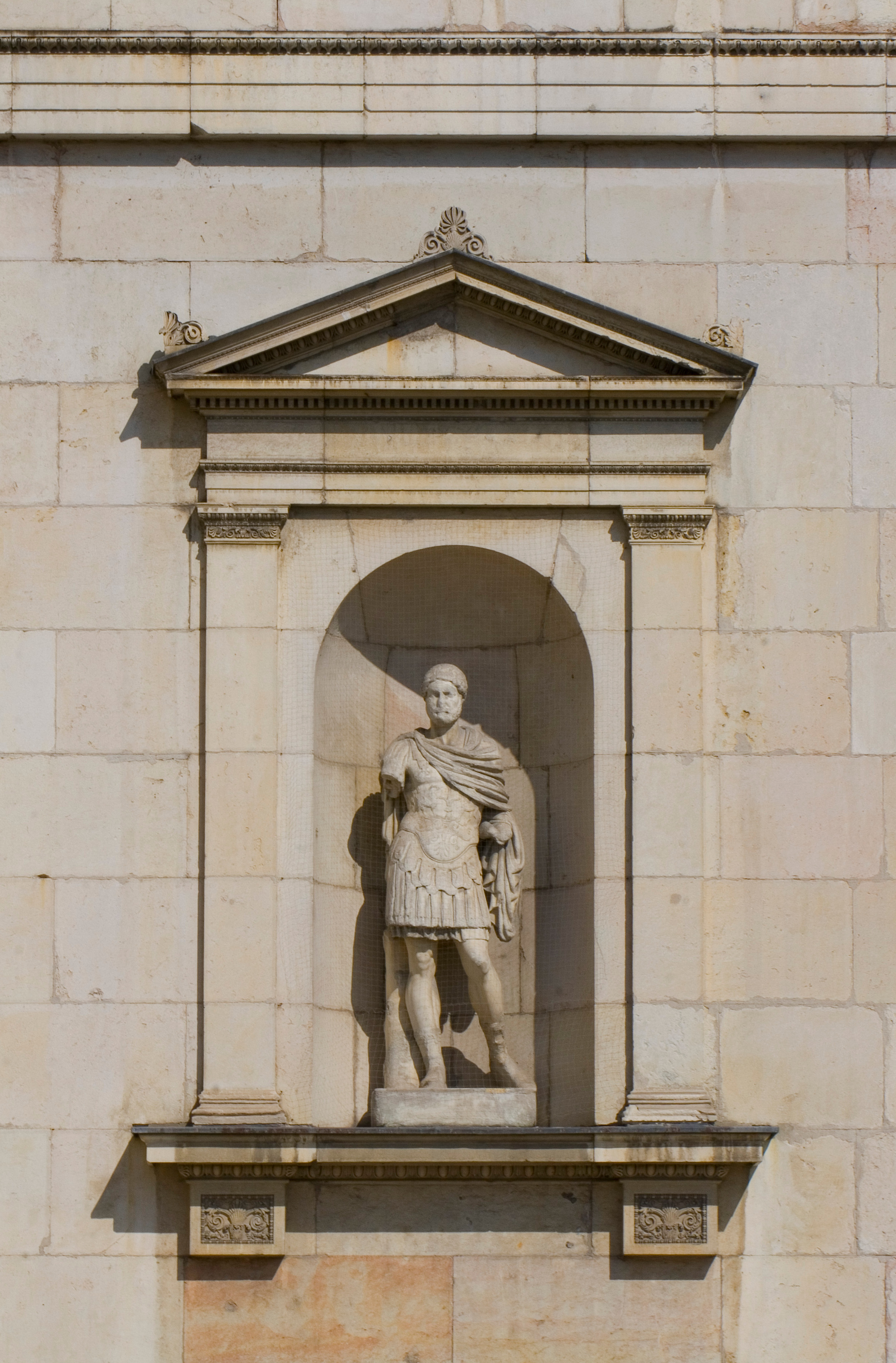
글립토테크의 파사드 부분의 벽감 중 하나

글립토테크는 바이에른의 루트비히 1세 왕세자 (이후 왕으로 즉위)의 주도로, 인접한 쾨니히플라츠 및 국가가 소장하던 고대 그리스와 로마 유물을 보관하던 건물과 같은 다른 계획안과 함께 지어졌다. 루트비히는 고대 그리스 문화가 기억될 수 있는 ‘독일의 아테네’를 계획하였으며, 그는 뮌헨으로 들어가는 정면에 이 건축물을 세웠다. 참고로 글립토테크는 뮌헨에서 가장 오래된 공립 박물관이다.
쾨니히플라츠 구역의 설계는 1815년에 카를 폰 피셔와 레오 폰 클렌제 등의 건축가들이 설계하였으며, 레오 폰 클렌제는 북쪽에 글립토테크를 두는등 포룸 형식으로 쾨니히플라츠를 배치시켰다. 페테르 폰 코르넬리우스, 클레멘스 폰 짐머만, 빌헬름 폰 카울바흐 등 이름난 예술가들이 제작한 형형색색의 프레스코 및 스투코 들이 박물관의 벽을 장식하였다.

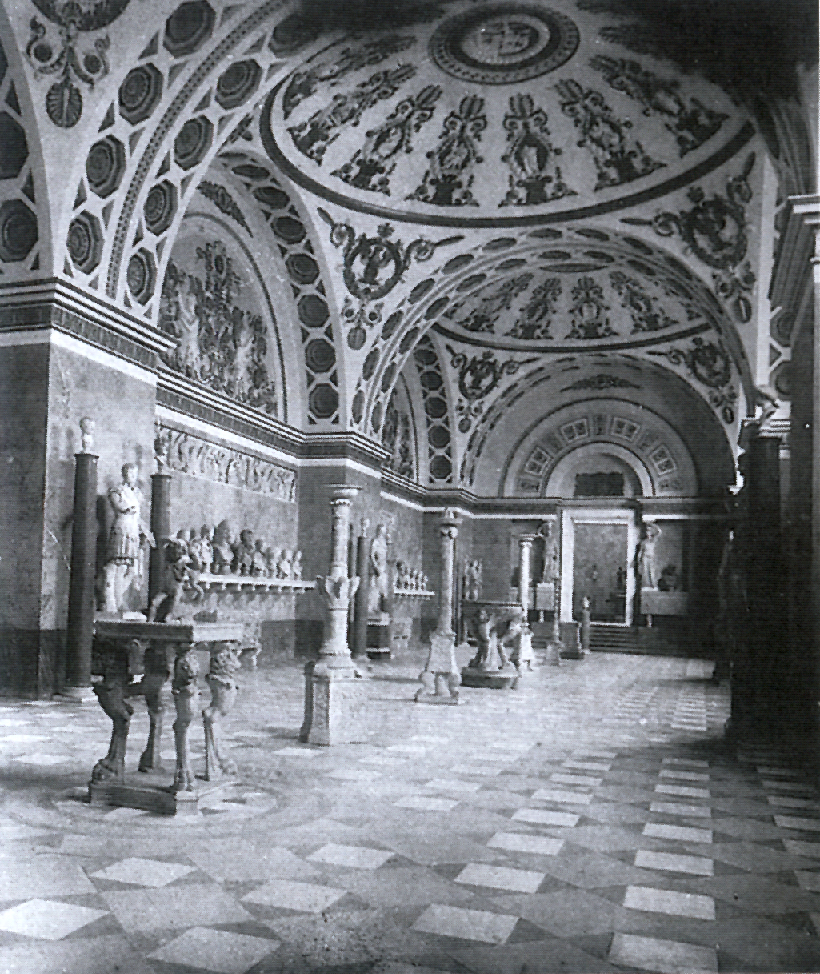
1900년 때 글립토테크 내부

1806년과 글립토테크가 개장한 1830년간의 몇 년간, 루트비히는 뛰어난 그리스와 로마 조각 컬렉션을 완성해냈다. 자신의 수행원들을 통해, 그는 1813년에 그리스 에기나의 아파이아 신전에 있던 조각상들에서 메두사 론다니니, 바르베리니 파운 등의 조각들을 입수하였다.
제2차 세계 대전은 글립토테크에 있던 미술품들의 대부분을 파괴하지 못했지만 안타깝게도 프레스코화들은 그러지 못했으며 밝게 회반죽이 칠해진 벽돌들만이 1972년에 재개장한 뒤에도 볼 수 있을 뿐이었다. 1864년에 클렌제가 건축물 안쪽에 세운 아시리아관이 재건되지 않았기에, 아시리아 왕 아슈르나시르팔 2세의 궁전과의 아시리아의 오로토스타트 부조들과 바빌론의 이슈타르의 문에 있던 사자 등은 뮌헨 국립 이집트 미술관으로 옮겨졌다.

## 구조
글립토테크는 고전 그리스 - 이탈리아 양식으로 설계되었다. 포르티코는 이오니아 양식이고, 외장 벽면에는 벽감이 있는데, 벽마다 6개씩하여 로마와 그리스 조각상 18개가 있다 (뒤쪽은 해당 x). 직사각형, 정사각형, 원형 등의 공간 13개가 안마당 주변으로 배치되어 있으며, 가운데 건물에 있는 베스티뷸 (현관)이 공간들의 높이보다 높다. 베스티뷸 앞에는 이오니아식 기둥 12개로 된 포르티코가 위치해 있다. 위에 놓인 박공 지붕에는 요한 마르틴 폰 바그너의 군상이 있다. 이 군상은 조소의 수호자인 아테나를 나타낸다. 외벽은 조각상들이 있는 벽감으로 장식된 한편, 창들이 안쪽 마당으로 열려 있다. 이 벽감 속 조각상들은 예술과 관련한 신화 및 역사적 인물들이며, 쾨니히플라츠 앞쪽에는 다이달로스, 프로메테우스, 하드리아누스, 페리클레스, 피디아스, 헤파이스토스 등이 있다. 서쪽과 동쪽에는 베르텔 토르발센과 안토니오 카노바 등 르네상스 및 글립토테크가 세워진 당시의 조각가들이 있으며, 이들의 작품들은 한때 글립토테크의 관에서 전시됐으나 이후에 노이어 피나코테크로 옮겨졌다.
박물관은 원래는 완전히 대리석으로 지어졌었다. 그러나, 제2차 세계대전 동안에 폭격을 받고, 재건되었다. 건물 내부의 벽은 붉은색 벽돌로 이뤄졌고 밝은색의 회반죽으로 칠해졌다. 내부에늩 반원으로 된 돔으로 이뤄졌다.

## 소장품
글립토테크는 고졸기 (기원전 650년곁)부터 로마 시대 (서기 550년경)까지의 조각들을 소장하고 있다. 그 밖의 뛰어난 조각, 모자이크, 부조 등도 볼 수 있다. 이곳의 컬렉션은 글립토테크 건너편에 있는 뮌헨 국립 그리스로마 미술관에 있는 테라코타와 청동상 들도 포함한다.

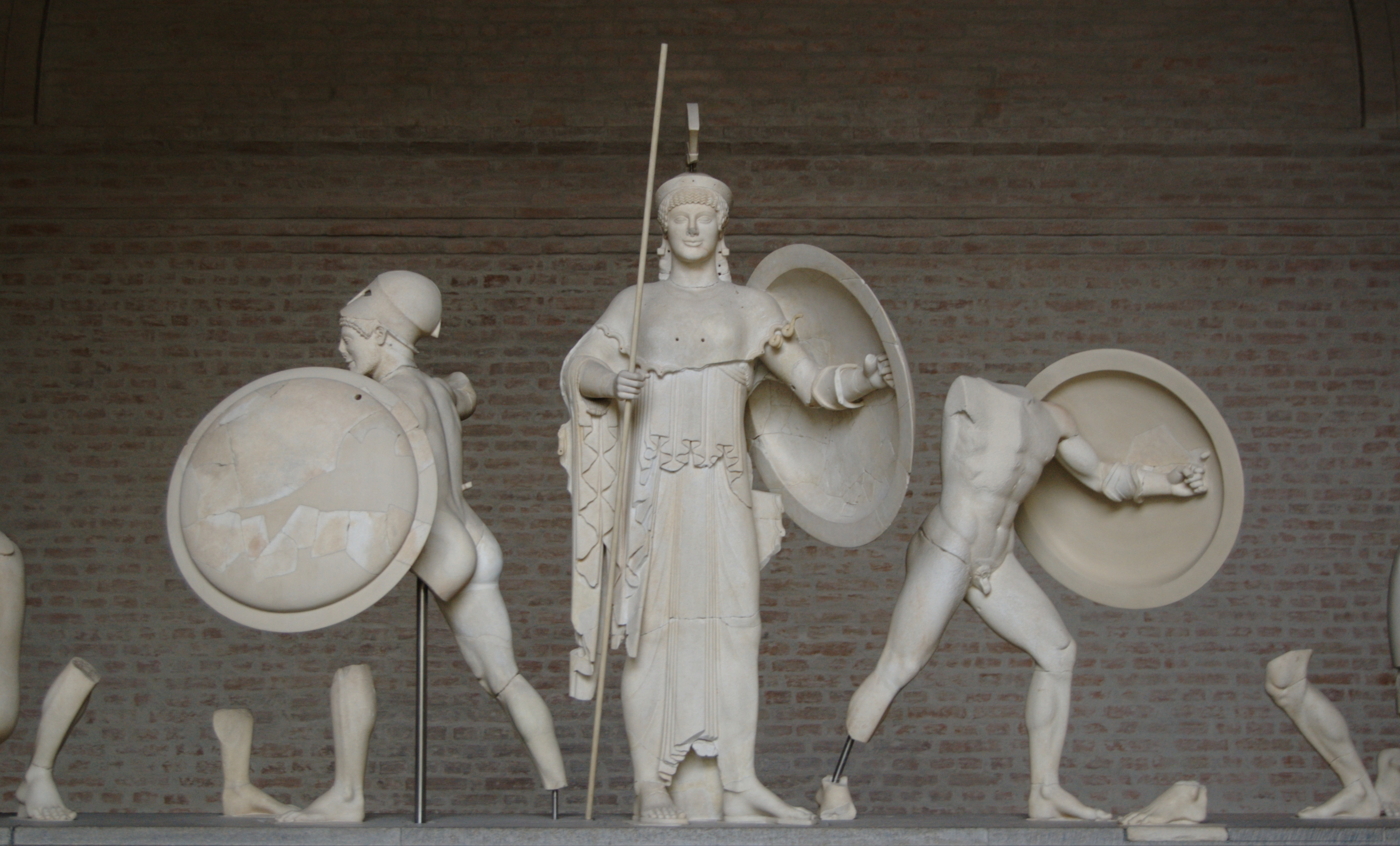
에기나 신전의 조각상.

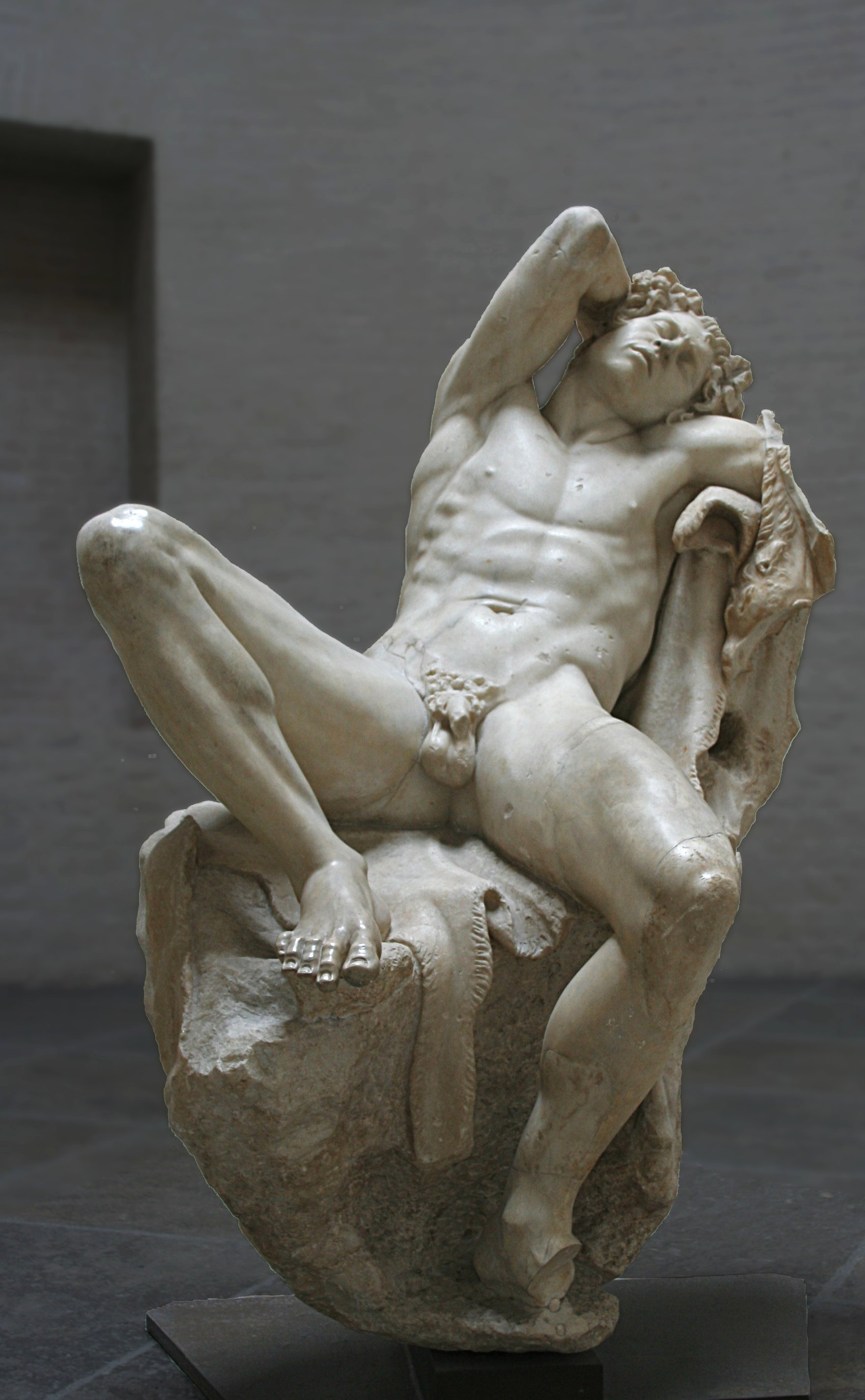
바르베리니 파운.

### 고졸기 (기원전 700-490년)
고졸기 그리스에 속하는 조각들 중에 가장 유명한 것들에는 ‘뮌헨 쿠로스’ (540년경 아티카 지역의 청년 조각상), ‘테네아의 쿠로스’ (기원전 560년경 코린토스 지역의 청년 조각상), 에기나 지역의 신전에서 나온 조각상 (기원전 510-480년) 등이 있다. 후자의 경우 사실 글립토테크에 유사한 조각상 두 개가 있었다. 고고학자들이 에기나에서 발굴을 할 때, 이 조각상 두 개가 발견되었고, 시간이 흐르면서 원래 있던 신전은 펠로폰네소스 전쟁 중에 파괴되었다가 얼마 뒤에 또다른 신전이 같은 장소에 세워졌을 것이라는 가설이 세워졌다. 기원전 500년 때의 신전은 이전에 세워진 기원진 570년 때의 신전의 잔해 그 위에 세워졌는데, 그 이전의 신전은 기원전 510년경에 화재로 파괴됐었다. 이 파괴된 신전의 요소들은 후대의 신전의 넓고 평평한 테라스에 쓰이는 인필(Infill)로써 땅에 묻혔다.

### 고전기 (기원전 490-323년)
글립토테크의 고전기 그리스의 조각상들 중 가장 유명한 것들에는 ‘호메로스의 초상’ (기원전 460년), 헤파이스토스를 나타낸 것으로 추정하는 이른바 ‘뮌헨의 왕’ (기원전 460년), ‘디오메데스상’ (기원전 430년), ‘메두사 론다니니’ (기원전 440년), ‘므네사레테의 장례 스텔레’ (기원전 380년), ‘에이레네상’ (기원전 370년), ‘사냥개와 있는 어린 소년의 무덤 부조’(기원전 360년), ‘플라톤’의 초상 (기원전 348년), ‘알렉산더 론다니니’ (기원전 338년경), ‘일리오네우스’ (기원전 320년경) 등이 있다.

### 헬레니즘 시기 (기원전 323년-146년)
헬레니즘 시대의 것 중 가장 유명한 것은 바르베리니 파운 (기원전 220년)이다.
그리스 조각상을 모방한 로마의 조각상에는 ‘거위와 있는 소년’ (기원전 250년경)과 ‘술취한 여인’ (기원전 200년경 테베의 미론 작품)이다.

### 로마 시기 (기원전 150년-서기 550년)

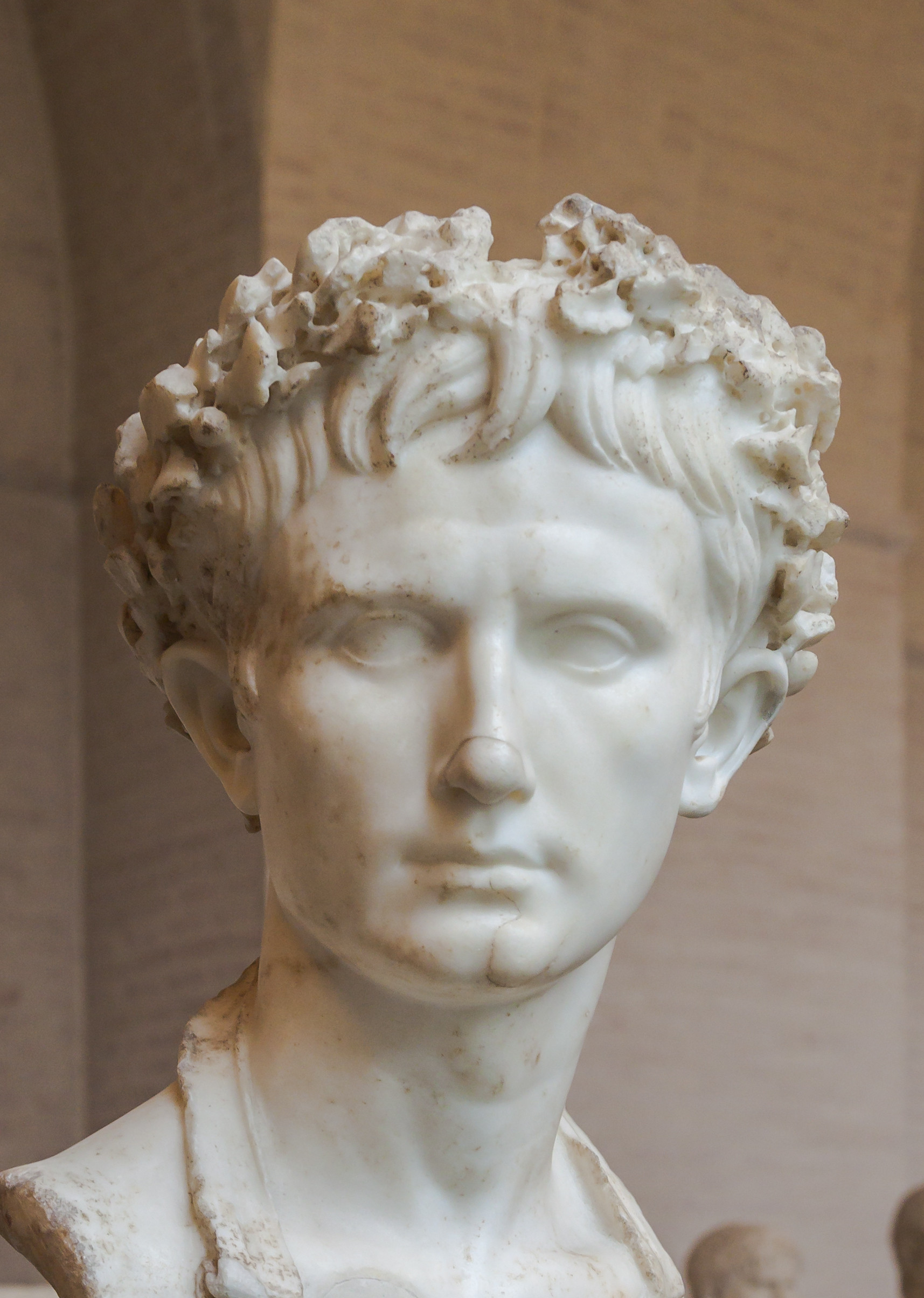
시민관을 쓰고 있는 아우구스투스 황제의 흉상(Augustus Bevilacqua).

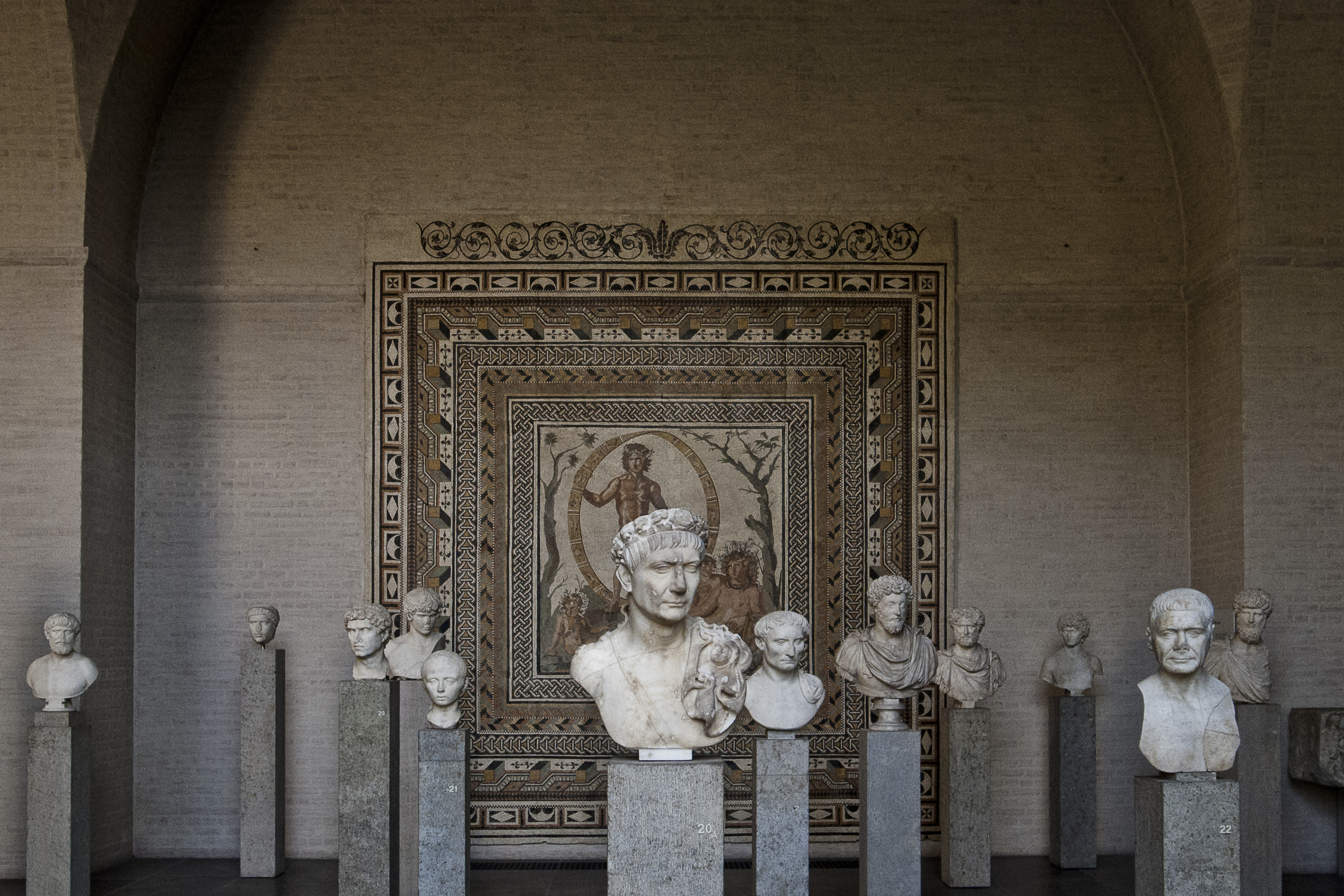
정면에 트라야누스 황제 (재위: 98-117년)의 흉상이 있는, 로마 시대 미술품을 담고 있는 전시관의 광경.

글립토테크는 대규모의, 로마 시대의 흉상 컬렉션을 갖추고 있으며, 그중에서도 가장 유명한 것들에는 가이우스 마리우스, 술라 (기원전 40년경), 아우구스투스 (서기 40년경), 네로 (서기 65년), 셉티미우스 세베루스 (서기 200년), 세베루스의 아내인 황후 율리아 돔나 (서기 195년)의 흉상들이다. 영웅화 된 조각상이 있으며, 도미티아누스를 표현하고 있다 (서기 70/80년). 독일 당국의 문화 단체 지원으로, 글립토테크는 2017년에 코르도바에서 1937년에 발굴된 칼리굴라 흉상 (서기 40년경)을 얻었다. 글립토테크가 소장하고 있는 아우구스투스의 것과 같이 칼리굴라의 것도 시민관을 쓰고 있다. 주요 인기 명물에는 토스카나 지역의 로마 빌라에서 나온 아폴로 거상 (1/2세기), 로마 시대의 사르코파구스 부조, 모자이크 바닥 등도 있다. 고전 시기의 조각상들의 모방품에는 청동으로 만든 청년의 머리상이 있다. 로마 시대의 소장품들에는 부조 (기원전 1세기의 검투사 부조), 모자이크 (서기 200-500년경의 아이온 모자이크) 등도 있다.

## 갤러리

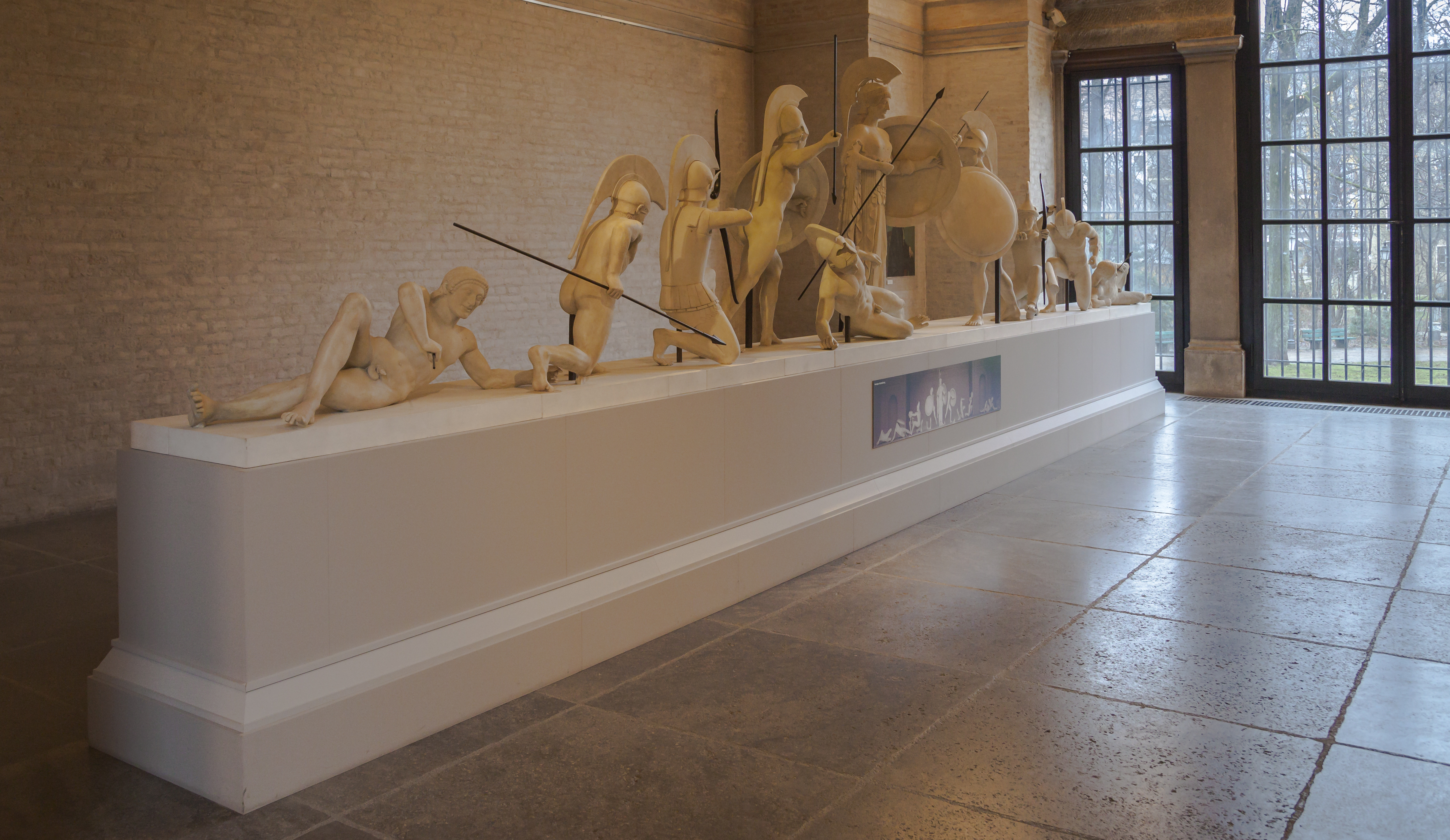
아파이 신전의 조각상들.
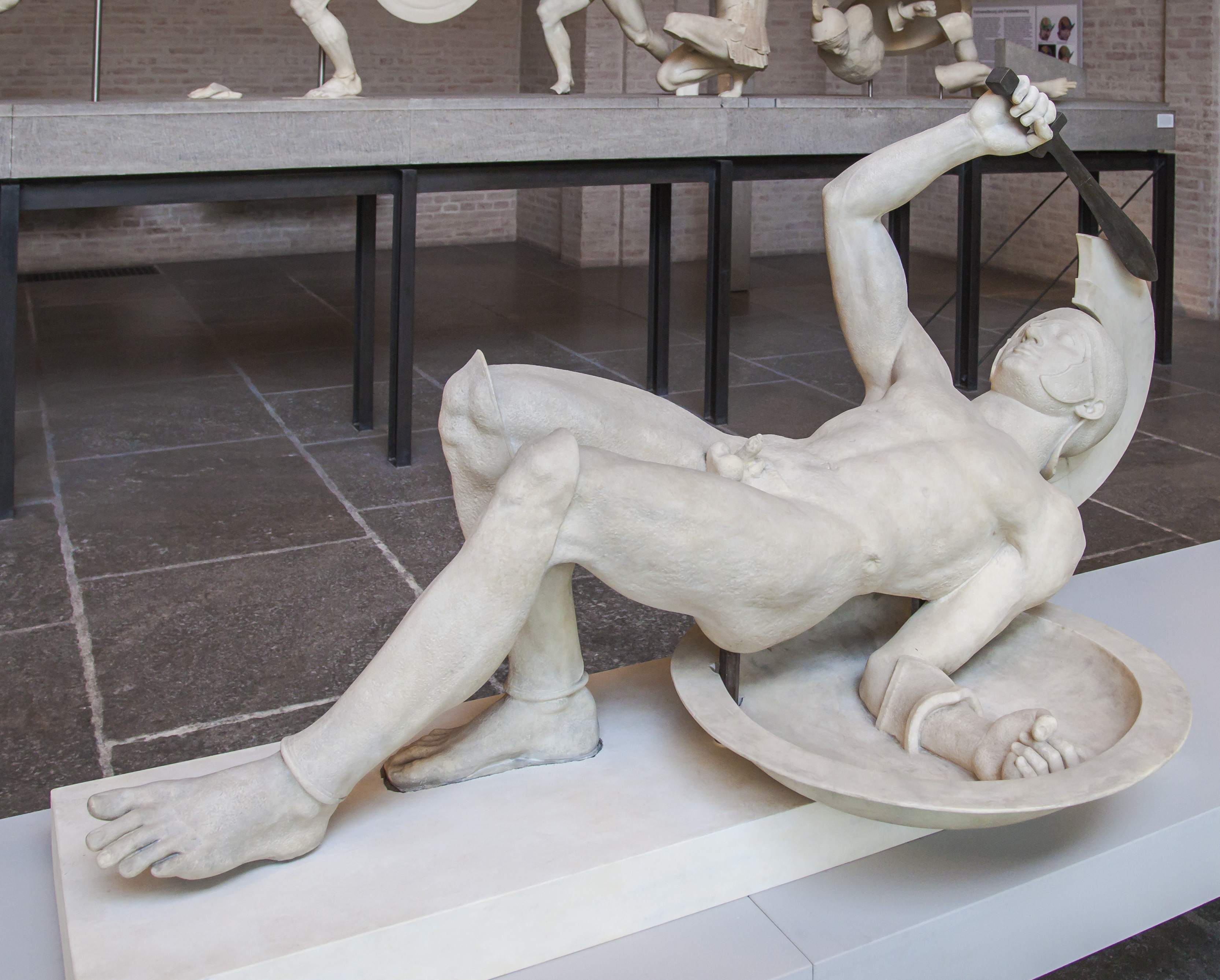
아파이 신전의 페디먼트.
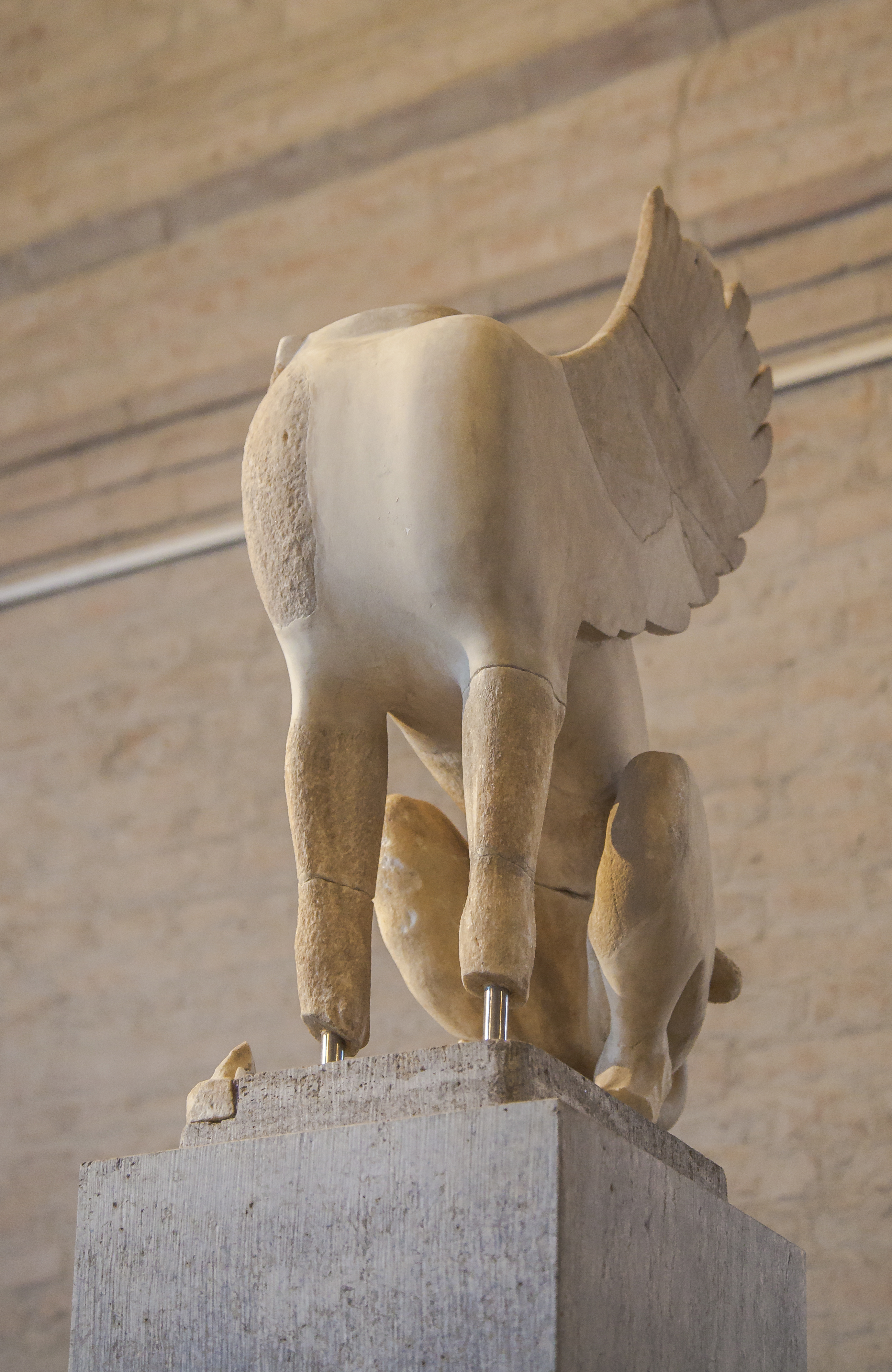
목 없는 스핑크스.
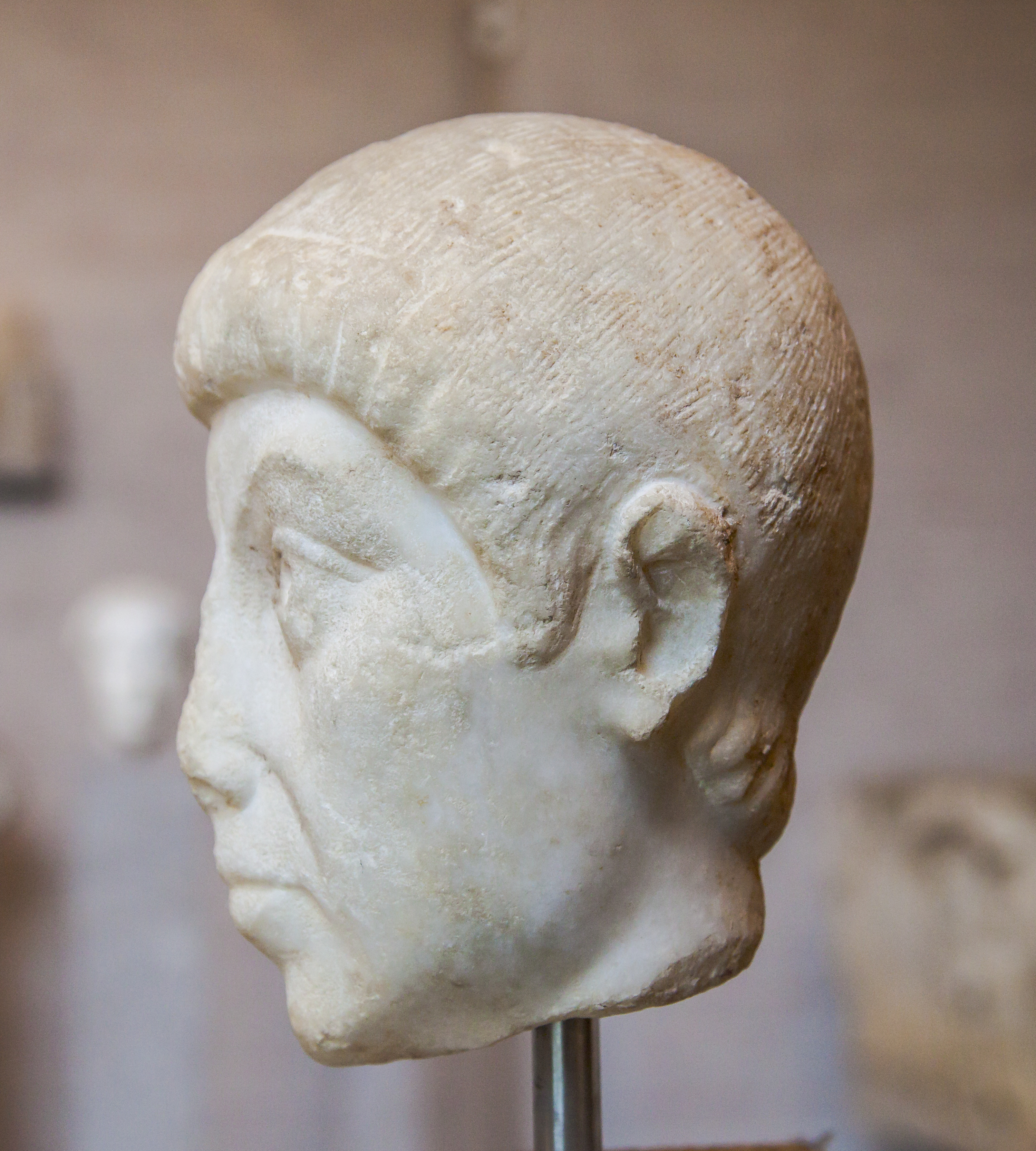
로마 남성의 흉상.
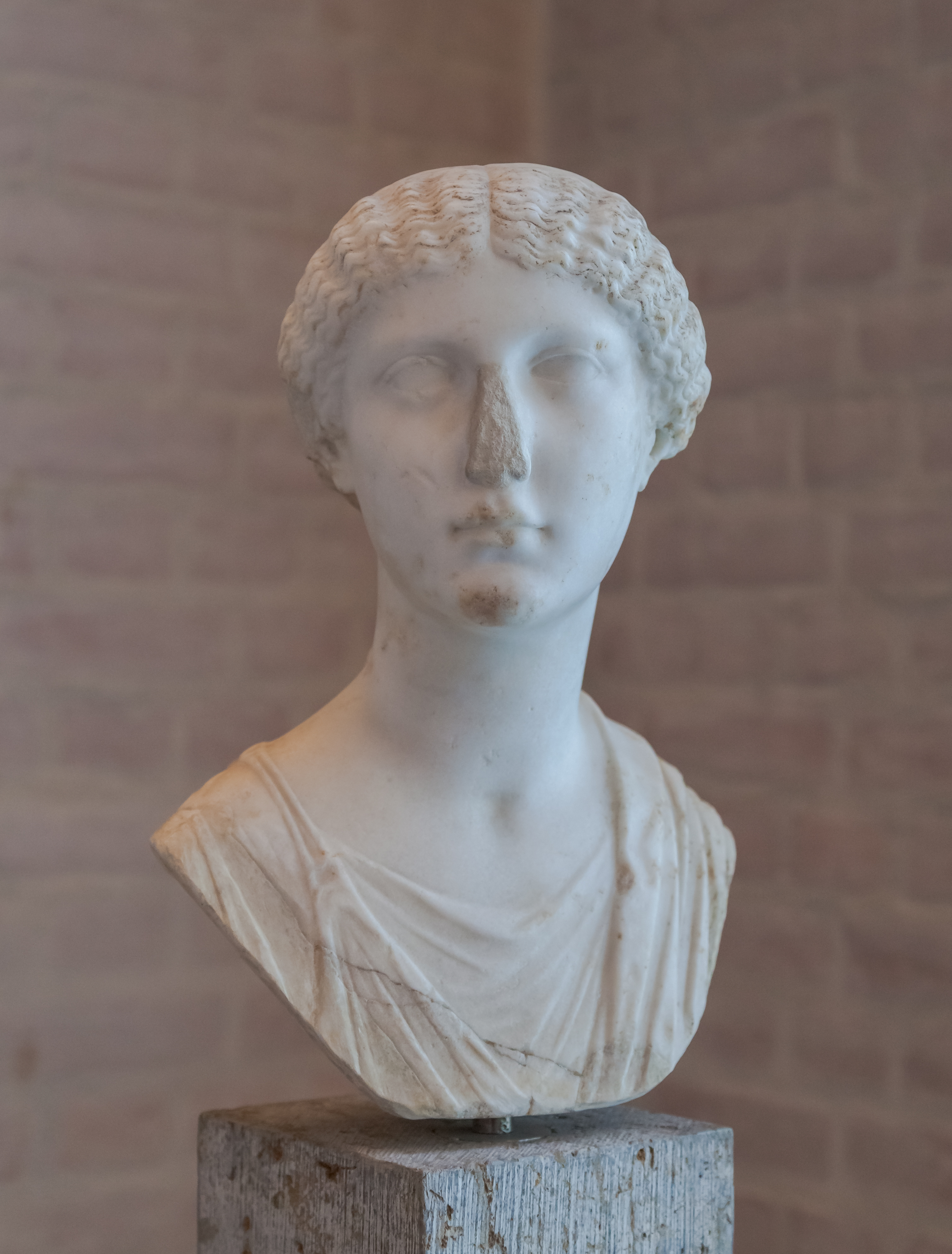
로마 여성의 흉상.
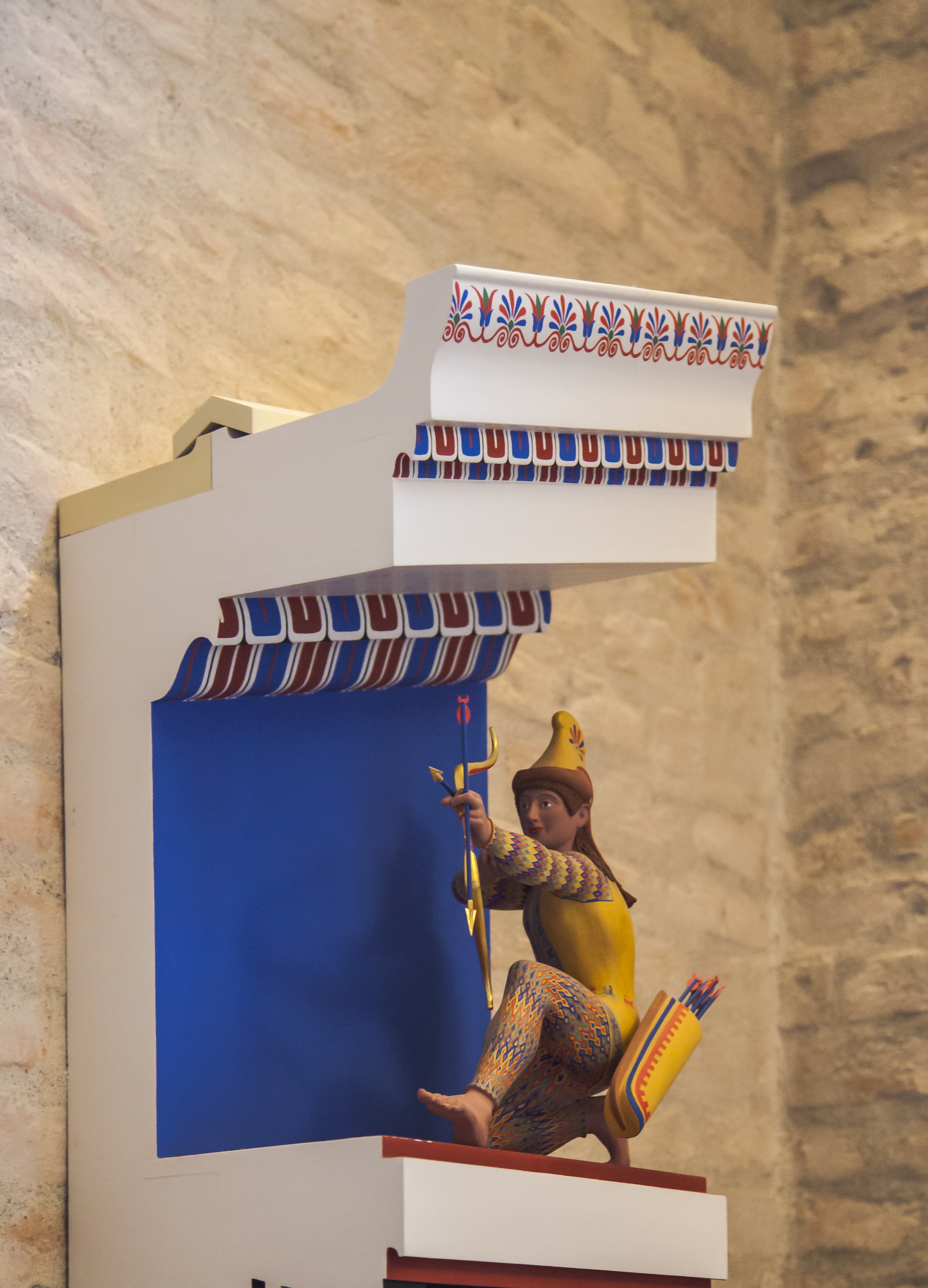
채색된 신상 전시.

## 같이 보기
- 콘체르트하우스 베를린